# الاحتجاجات الرومانية 2017-2019

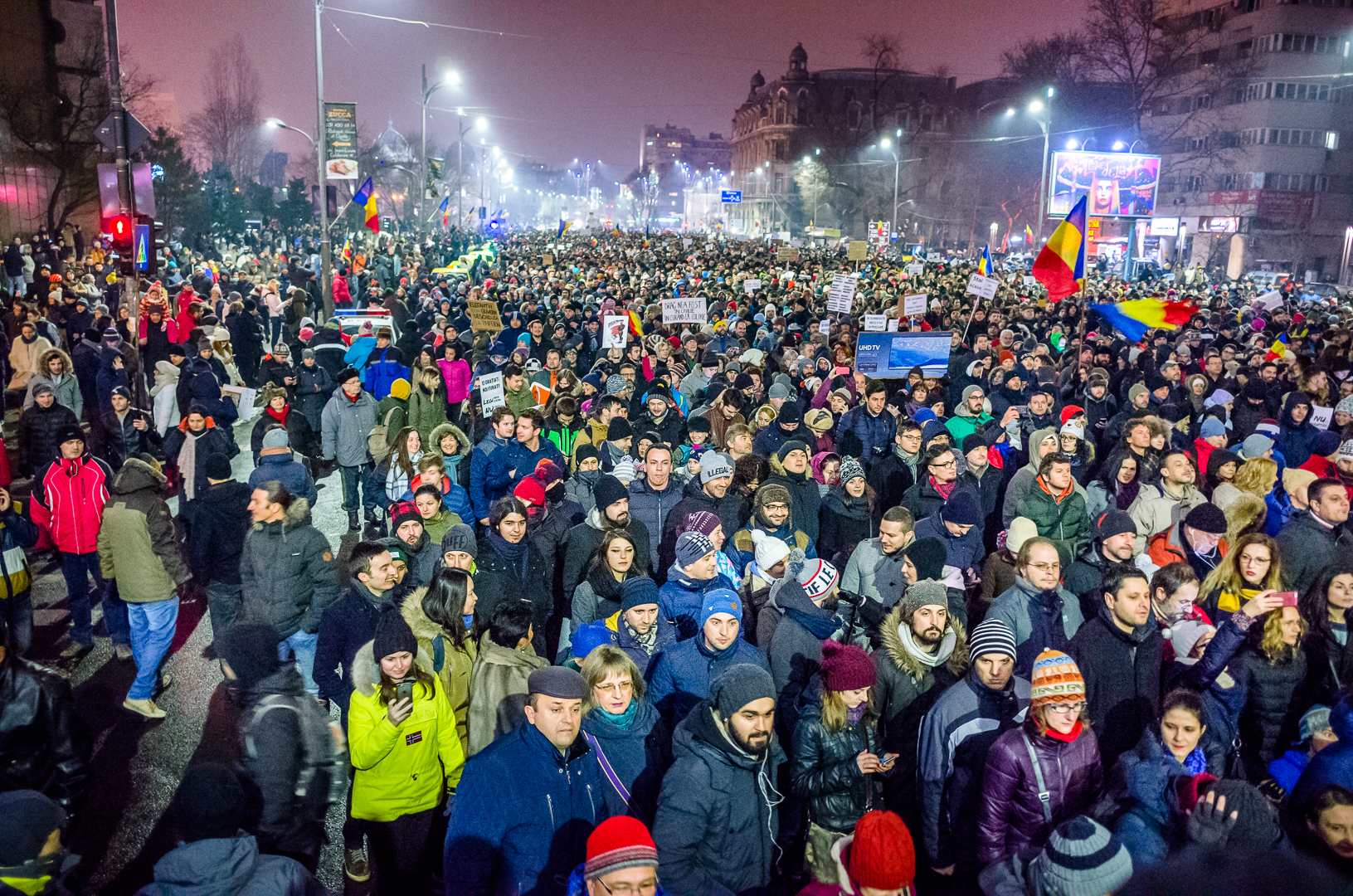
احتجاج ضد الفساد - بوخارست 2017 - ساحة الجامعة

حدثت احتجاجات عديدة ضد الحكومة الرومانية بين عامي 2017 و2019. في يناير 2017، بعد أيام من أداء حكومة غرينديانو اليمين الدستورية في رومانيا، اندلعت احتجاجات في جميع أنحاء البلاد ضد مشاريع القوانين التي اقترحتها وزارة العدل الرومانية بشأن العفو عن بعض الجرائم المرتكبة، وتعديل قانون العقوبات في رومانيا (خاصة فيما يتعلق بإساءة استخدام السلطة). في قلب هذه الاحتجاجات، أسس فلورين باديكا مجموعة (الفساد يقتل)، الذي نظم إلى جانب مجموعات مدنية أخرى ما ثبت أنه أكبر احتجاجات منذ عام 1989، محققًا بذلك «ثورة جيلنا».
على الرغم من ردود الفعل السلبية من كل من المؤسسات القضائية والجمهور، وافقت الحكومة الجديدة التي أدت اليمين الدستورية سرًا على مرسوم تعديل قانون العقوبات وقانون الإجراءات الجنائية خلال ليلة 31 يناير. أثار المعارضون اتهامات بأن المرسوم هدفه إلغاء تجريم الفساد الحكومي، ومساعدة المئات من السياسيين الحاليين والسابقين على الهروب من التحقيقات الجنائية الجارية أو أحكام السجن.
فور الإعلان عن إقرار المرسوم، احتج أكثر من 37 ألف شخص في تلك الليلة. في اليوم التالي، في 1 فبراير، تضخمت الاحتجاجات إلى أكثر من 300,000 شخص في جميع أنحاء البلاد، واستمرت يوميًا وبلغت ذروتها في 5 فبراير، عندما احتج أكثر من 500,000 روماني في جميع أنحاء البلاد، لتكون بذلك أكبر احتجاجات منذ الثورة الرومانية في ديسمبر 1989 والإطاحة بنيكولاي تشاوتشيسكو. نظرًا لعدم معالجة التظلم الرئيسي للمحتجين (تدخل الحكومة في الحرب ضد الفساد)، بل وانضمام البرلمان تدريجيًا في محاولات لتخفيف قوانين مكافحة الفساد، فقد استمرت الاحتجاجات بشكل شبه يومي في جميع أنحاء البلاد وتزايدت أعداد المتظاهرين المطالبين بإجراء انتخابات مبكرة بالإضافة إلى استقالة الحكومة. بعد شتاء عام 2017، كان الاحتجاج الجماهيري التالي في 20 يناير 2018، عندما نزل ما بين 50,000 إلى 100,000 روماني إلى الشوارع للاحتجاج على التغييرات المقترحة على قانون العقوبات وقوانين النظام القضائي. بينما استمرت الاحتجاجات على نطاق أصغر يوميًا تقريبًا، اندلعت احتجاجات حاشدة مرة أخرى في 10 أغسطس 2018، عندما نُظمت مظاهرة مناهضة للحكومة تحت شعار «الشتات في الوطن» في بوخارست. تميز احتجاج 10 أغسطس 2018 بمستويات غير مسبوقة من العنف مقارنة باحتجاجات 2017-2018 الأخرى، وأدى إلى عودة الاحتجاجات الجماهيرية في رومانيا.
نجح المتظاهرون في إجبار الحكومة في عام 2017 على سحب القانون المتنازع عليه، واستقال وزير العدل فلورين يورداش، المسؤول الرسمي عن طرح القانون، بعد ذلك بوقت قصير بسبب الفضيحة التي تلت ذلك.

## خلفية
على الرغم من أن حكومة رئيس الوزراء سورين غرينديانو نفت مرارًا وتكرارًا وجود مشاريع قوانين حكومية تتعلق بالعفو والعفو العام عن الجرائم المرتكبة، فقد كانت هناك شائعات قوية في وسائل الإعلام بأن الحكومة تعتزم تمرير مثل هذه القوانين في 18 يناير 2017، بعد أيام فقط من أداء الحكومة اليمين الدستورية. نظرًا لأن الحكومة لم تنشر جدول أعمال اجتماع الحكومة لذلك اليوم، فقد أخذ رئيس رومانيا، كلاوس يوهانيس، على عاتقه حضور ورئاسة الاجتماع، بحسب ما هو منصوص عليه في المادة 87 من دستور رومانيا. بعد اجتماع خاص بين الرئيس ورئيس الوزراء ووزير العدل، انعقد اجتماع الحكومة وترأسه رئيس الجمهورية مع رئيس الوزراء. على الرغم من محاولة رئيس الوزراء في البداية منع حضور الصحافة وتجنب الموضوع لاحقًا، أعلن الرئيس لوسائل الإعلام أن هناك مشروعي قانونين يتعلقان بالعفو عن الجرائم وتعديل قانون العقوبات في رومانيا. أعلن كذلك أن رئيس الوزراء أكد له أن هذه المراسيم لن تُمرر دون عملية شفافة، تشمل التشاور مع المؤسسات القضائية ذات الصلة، وكذلك الجمهور.
بعد وقت قصير من اجتماع الحكومة، نشرت وزارة العدل مشاريع القوانين على موقعها على الإنترنت وأرسلتها إلى المؤسسات القضائية ذات الصلة للتشاور. كان السبب الرئيسي الذي أعلنته الحكومة لمشاريع القوانين هذه هو اكتظاظ السجون، ومن أجل تجنب دفع غرامة إلى المحكمة الأوروبية لحقوق الإنسان، كانت هناك حاجة إلى مثل هذه التدابير لتحسين الظروف في السجون.
وبعد تحليل الأحكام الواردة في مشاريع القوانين، أصدرت المؤسسات القضائية (بما في ذلك محكمة التمييز والعدل العليا، والنيابة العامة، والمجلس الأعلى للقضاء، والمديرية الوطنية لمكافحة الفساد) آراء سلبية بشأن مشاريع القوانين المقترحة، وذكرت عمومًا أن القوانين لن تحقق أهدافها المعلنة، بل ستؤدي إلى تقويض نظام العدالة الجنائية ومكافحة الفساد.
اتخذ المجتمع المدني وبعض وسائل الإعلام موقفًا مماثلًا ضد مشاريع القوانين، وزعموا أن منطق الحكومة في مشاريع القوانين هذه يخفي نية العفو عن السياسيين المدانين ووقف القضايا الجارية ضد السياسيين المتهمين.

## احتجاجات

### يناير 2017
بدأ عدة آلاف من الرومانيين احتجاجات ضد ما ورد من خطط لمنح العفو عن السجناء وإلغاء تجريم بعض الجرائم. في 18 يناير، نُظمت احتجاجات في عدد قليل من المدن عبر وسائل التواصل الاجتماعي ضد مشاريع القوانين المقترحة. احتج نحو 5,000 شخص في جميع أنحاء رومانيا، مع ما يقرب من 4,000 متظاهر في بوخارست ساروا من ساحة الجامعة إلى مقر الحكومة في ساحة النصر. نُظمت احتجاجات أصغر في مدن كلوج، وسيبيو، وياش، وكرايوفا.
بعد التعبئة على وسائل التواصل الاجتماعي بعد الاحتجاج الأولي، احتج أكثر من 30 ألف شخص في 22 يناير في بوخارست. شارك الرئيس كلاوس يوهانيس في الحدث لإظهار تضامنه مع المحتجين، وأعلن للصحفيين أن «عصابة من السياسيين الذين لديهم مشاكل مع القانون يريدون تغيير التشريع وإضعاف دولة القانون، وهذا غير مقبول... الرومانيون ساخطون حقًا». رد ليفيو دراجنيا، زعيم الحزب الديمقراطي الاشتراكي الروماني، باتهام يوهانيس بقيادة المينرياد ووصف الاحتجاجات بأنها بداية انقلاب. حضر زعيم حزب اتحاد إنقاذ رومانيا، نيكور دان، والزعيم المؤقت للحزب الوطني الليبرالي، رالوكا توركان، الاحتجاج لدعم المتظاهرين. شارك أكثر من 5,000 شخص في الاحتجاجات في كلوج نابوكا، و4,000 متظاهر آخر في تيميشوارا (مع عمدة المدينة). كانت هناك أيضًا احتجاجات بارزة في سيبيو، وياش، وبراسوف، وباكاو، وكونستانتا، بالإضافة إلى اجتماع تضامن في كوبنهاغن، وباريس، ولندن، وهاوغسوند.
فيما وُصف بأنه «أكبر احتجاج بعد الثورة»، خرج عشرات الآلاف من الأشخاص مرة أخرى إلى الشوارع في المدن الرئيسية في رومانيا في 29 يناير. حضر أكثر من 50 ألف شخص الاحتجاج في بوخارست، بينما سُجل عشرات الآلاف من المتظاهرين في بقية أنحاء البلاد. على سبيل المثال: خرج نحو 10,000 شخص إلى الشوارع في كلوج نابوكا. في المجمل، شارك أكثر من 90 ألف شخص في الاحتجاجات، وفقًا لتقدير محطة تلفزيون ديجي 24. في بوخارست، تجمع حشد من المتظاهرين في وسط المدينة، في ساحة الجامعة، وذهبوا في مسيرة سلمية تضمنت توقفات مخطط لها عند هيئة مراقبة وسائل الإعلام، ووزارة العدل، والمقر الرئيسي لأمين المظالم والحكومة. جرت مسيرات تضامنية في عدة دول بالخارج، وكان أكبرها في بروكسل، وباريس، ولندن، وروما، وكوبنهاغن.
بعد أن وافق مجلس وزراء غرينديانو على مراسيم الطوارئ المذكورة أعلاه مساء الثلاثاء، 31 يناير، وتحويلها إلى قوانين، نُظم احتجاج مرتجل في ميدان النصر، أمام قصر فيكتوريا، مقر الحكومة. على الرغم من أن جدول أعمال اجتماع الحكومة لم يتضمن سوى الموافقة على الميزانية المقترحة لعام 2017، لكن مجلس الوزراء قدم ووافق سرًا على مشاريع القوانين خلال الاجتماع في ذلك المساء. بمجرد أن أعلن وزير العدل الروماني، فلورين يورداش، للصحافة في ذلك المساء الموافقة على مشاريع القوانين، بدأ الاحتجاج بعد 30 دقيقة.